# I Think I'm in Love with You
Singles de Jessica Simpson
Where You Are
(2000) Irresistible
(2001)
I Think I'm In Love With You est le troisième single de la chanteuse américaine Jessica Simpson, extrait du premier album de Sweet Kisses, sorti le 18 mai 2000. Le titre est écrit par Cory Rooney, Dan Shea, John Mellencamp et composé par Cory Rooney, Dan Shea. Ce titre étant un succès, est alors inclus dans le second disque de la bande originale de la série télévisée Dawson.

## Développement
Après avoir été recalée de l'émission Disney dès l'âge de 12 ans, Jessica enregistre alors en 1994, l'album Jessica, mais elle est licenciée lorsque le label fait faillite. L'album Jessica n'est jamais officiellement sorti, sauf lorsque sa grand-mère fait pression sur un petit financement,. Le directeur du label Columbia Records, Tommy Mottola, entend l'album Jessica alors qu'elle avait 16 ans. Tommy, impressionné par le talent de Jessica, lui fait signer un contrat avec le label. Elle arrête alors ses études, mais obtient plus tard son diplôme,.
Jessica commence à travailler avec des producteurs tels que Cory Rooney, notamment sur la production de la chanson I Think I'm in Love with You, le troisième single de l'album. 

## Informations
I Think I'm in Love with You, titre pop uptempo, est écrit et réalisé par Cory Rooney, et Dan Shea, en 1998. Le titre est enregistré aux Lobo Recording Studios, Deer Park, Long Island, et Hit Factory, à New York, et mixé par Mick Guzauski. Les chœurs sont effectués par Jennifer Karr, et Chevis Harrell. La chanson est un titre pop/dance aux influences style pop/teenage de l'époque. La chanson est considérée par de nombreux critiques comme très entraînante, agréable et estivale. Ce titre, étant un succès, est inclus dans le second disque de la bande originale de la série télévisée Dawson.

## Clip vidéo
La vidéo qui représente la chanson, est réalisée par Nigel Dick. Elle y dévoile Jessica en train de chanter, accompagnée de ses amies à une fête foraine. Jessica Simpson I Think I'M In Love With You vidéo officielle Youtube.com

## Performance commerciale
I Think I'm in Love with You, atteint la 5e place du Billboard Top 40 Mainstream aux États-Unis. Le single est également placé à la 25e place dans le Billboard Hot 100.

## Liste et formats
Maxi-CD américain
1. I Think I'm in Love With You (radio version) – 3:40
2. I Think I'm in Love With You (Peter Rauhofer Club Mix) – 9:22
3. I Think I'm in Love With You (Peter Rauhofer Dub Mix) – 5:56
4. I Think I'm in Love With You (Lenny B's Club Mix) – 9:41
5. I Think I'm in Love With You (Soda Club Funk Mix) – 7:29

Single 12" américain
1. I Think I'm in Love With You (Peter Rauhofer Club Mix) – 9:19
2. I Think I'm in Love With You (Peter Rauhofer Dub Mix) – 6:00
3. I Think I'm in Love With You (Lenny B's Club Mix) – 9:39
4. I Think I'm in Love With You (Soda Club Funk Mix) – 7:30

CD single européen
1. I Think I'm in Love With You (album version)
2. I Wanna Love You Forever (Soda Club Radio Mix)
3. Where You Are featuring Nick Lachey (Lenny B's Radio Mix)

CD single 1 britannique
1. I Think I'm in Love With You
2. I Think I'm in Love With You (Soda Club Funk Mix)
3. I Wanna Love You Forever (vidéoclip)

CD single 2 britannique
1. I Think I'm in Love With You
2. I Think I'm in Love With You (Lenny B's Radio Mix)
3. Where You Are avec Nick Lachey (vidéoclip)

Cassette britannique
1. I Think I'm in Love With You (radio version)
2. I Think I'm in Love With You (Soda Club Mix)

CD single australien
1. I Think I'm in Love With You (radio version)
2. I Think I'm in Love With You (album version)
3. You Don't Know What Love Is
4. I Wanna Love You Forever (Soul Solution Remix Radio Edit)

CD single japonais
1. I Think I'm in Love With You (radio version)
2. I Wanna Love You Forever (Soul Solution Remix Radio Edit)

## Classements
| Classement (2000)                      | Meilleure position |
| -------------------------------------- | ------------------ |
| Allemagne                              | 63                 |
| Australie (ARIA)                       | 10                 |
| Belgique (Wallonie Ultratip 50)        | 3                  |
| Belgique (Flandre Ultratop 50 Singles) | 36                 |
| Canada                                 | 2                  |
| Europe                                 | 31                 |
| Irlande (IRMA)                         | 24                 |
| Italie (FIMI)                          | 30                 |
| Japon                                  | 4                  |
| Nouvelle-Zélande (RMNZ)                | 20                 |
| Pays-Bas                               | 24                 |
| Pays-Bas (Nederlandse Top 40)          | 31                 |
| Royaume-Uni (UK Singles Chart)         | 15                 |
| Suède (Sverigetopplistan)              | 47                 |
| Suisse (Schweizer Hitparade)           | 41                 |